# Comté de Taylor (Wisconsin)
Pour les articles homonymes, voir Comté de Taylor.
Le comté de Taylor est un comté situé dans l'État du Wisconsin aux États-Unis. Son siège est Medford. Selon le recensement de 2000, sa population était de 19 680 habitants.